# Condado de Mingo
O Condado de Mingo é um dos 55 condados do estado norte-americano da Virgínia Ocidental. A sede do condado é Williamson, que é também a sua maior cidade. O condado tem uma área de 1098 km² (dos quais 3 km² estão cobertos por água), uma população de 28 253 habitantes, e uma densidade populacional de 26 hab/km² (segundo o censo nacional de 2000). O condado foi fundado em 1895 e recebeu o seu nome a partir da tribo ameríndia denominada Mingo.